# Marià Mullerat i Soldevila
Marià Mullerat i Soldevila (Santa Coloma de Queralt, 24 de març de 1897 - Arbeca, 13 d'agost de 1936) fou un metge i alcalde català assassinat a l'inici de la Guerra Civil espanyola per viure la fe catòlica. El 23 de març del 2019 fou proclamat beat per l'Església catòlica.

## Biografia
De família benestant, va estudiar a Santa Coloma, va fer el batxillerat al Col·legi de Sant Pere Apòstol dels pares de la Sagrada Família de Reus i es titulà a l'Institut Menéndez Pelayo del 1915. Fou un bon estudiant a la Facultat de Medicina de Barcelona.
Amb el títol de metge s'establí a Arbeca el 1921, on va contraure matrimoni amb Dolors Sans i Bové. El 1924, tot i no militar en cap partit polític, fou escollit alcalde d'Arbeca i reelegit el 1927 fins al 1930. Com a alcalde, impulsà la biblioteca municipal, recuperà el Ball de Valencians, contribuí a la millora urbanística, va refer la xarxa d'aigües, arreglà les campanes de l'església i construí la caserna de la Guàrdia Civil.
Era germà de Josep Mullerat i Soldevila, diputat a Corts i alcalde de Tarragona, de Joan Mullerat i Soldevila, metge a Santa Coloma de Queralt, i de Ricard Mullerat i Soldevila, empresari de la construcció a Santa Coloma de Queralt.
Fou fundador del periòdic "L'Escut", un quinzenari local escrit íntegrament en català entre el 1923 i el 1926, que es presentava a si mateix com a "defensor de tota sana ideologia"; era una publicació de gran qualitat on apareixien notícies i anècdotes locals i comarcals; altres d'interès nacional i estatal; història d'Arbeca, defensa del bon parlar, ensenyament, agricultura, religió, moral, festes i tradicions, esports... Es tracta d'una publicació força heterogènia que inclou poemes i escrits de diversos autors catalans (Joan Amades, Josep Carner, Àngel Guimerà, Joan Maragall, Jacint Verdaguer, etc.).
Va morir afusellat a la rereguarda republicana en l'inici de la guerra civil espanyola, el 13 d'agost del 1936. Durant el seu captiveri va curar la ferida d'un dels seus assassins i va receptar una medicina pel fill d'un dels seus acusadors. Va morir al costat de Josep Sans, Llorenç Segarra, Manuel Pont, Joan Gras i Llorenç Vidal. Un monument funerari recorda els fets al Pla d'Arbeca. El carrer on va viure amb la seva família porta el seu nom.

## Causa de canonització
L'Església catòlica inicià el seu procés de beatificació el 2003. El dia 8 de novembre de 2018, la Congregació de la Causa dels Sants va promulgar-ne el decret de beatificació. Fou declarat beat per l'Església catòlica en una celebració que tingué lloc el dissabte 23 de març de 2019 a la Catedral de Tarragona amb la presència del cardenal Angelo Becciu. Va ser la primera beatificació celebrada a la Catedral de Tarragona.